# سیاه‌شور پرپشت
سیاه‌شور پرپشت (نام علمی: Suaeda fruticosa) گونه‌ای سیاه‌شور از راسته میخک‌سانان Caryophyllales خانواده تاج‌خروسیان Amaranthaceae (هم‌خانواده اسفناجیان Chenopodiaceae) است.
سیاه‌شور پرپشت (L. Forrssk) از گونه‌های گیاهی در جزایر و سواحل رودخانه منطقه حفاظت‌شده مند در جنوب ایران است که در گویش محلی تَهمه یا تهما گفته می‌شود که خاصیت دارویی ضدخارش بدن و رفع دردهای استخوانی دارد. این گیاه به صورت بوته‌ای-درختچه‌ای چندساله می‌باشد.

## پراکندگی
دارای دامنه انتشار وسیع جهانی و بیشتر در آمریکای شمالی، جنوب آمریکای جنوبی، غرب اروپا، مصر، شمال غرب و جنوب و شاخ آفریقا، استرالیا و جنوب ایران است.